# Centrala nervsystemet

Människans nervsystem, blått är PNS, medan gult är CNS.

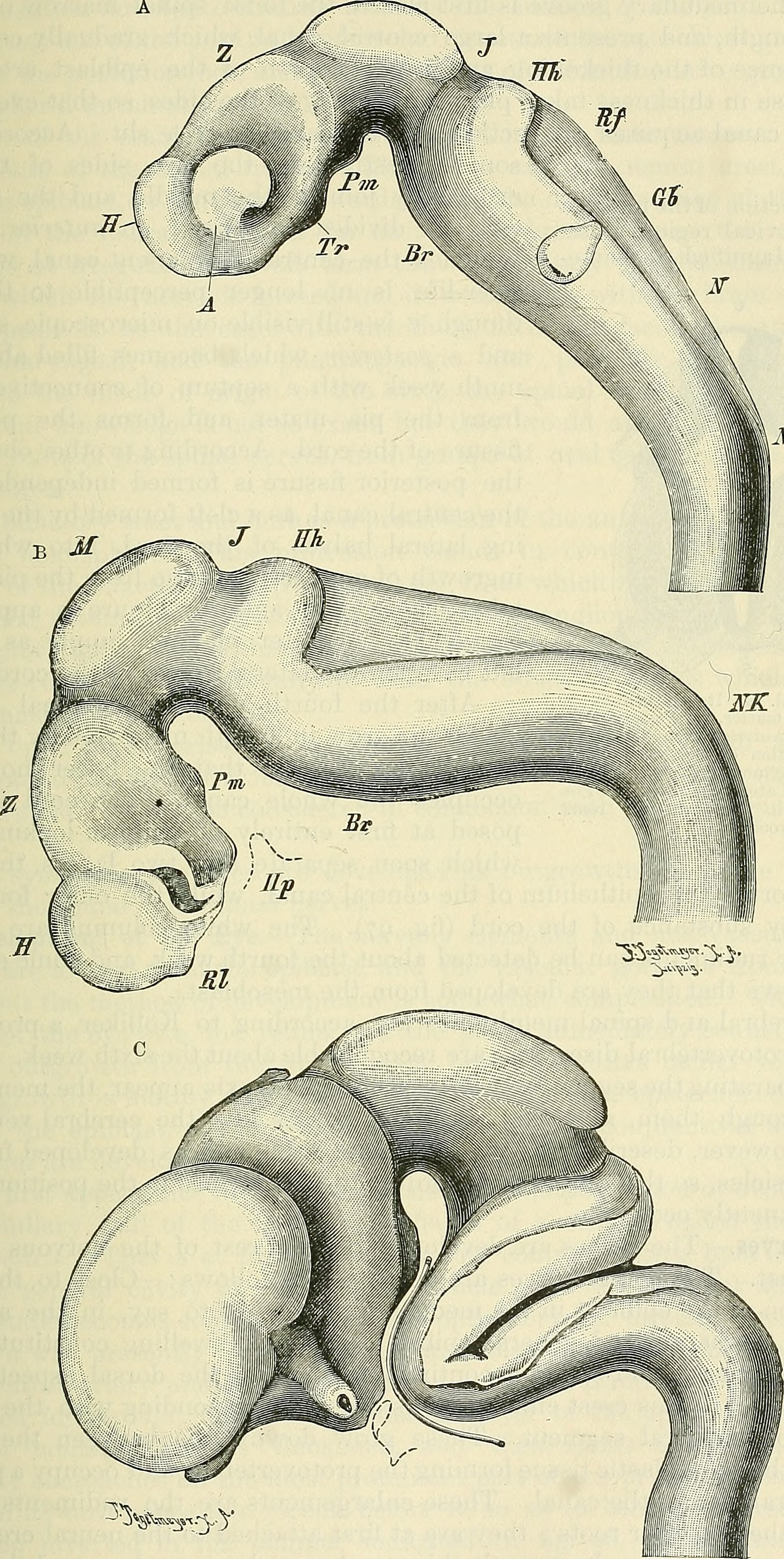
Centrala nervsystemets utveckling i ett embryo. Här syns de sekundära hjärnblåsorna som även det vuxna centrala nervsystemet kan kategoriseras efter.

Centrala nervsystemet (CNS) består av hjärnan (encephalon) och ryggmärgen (medulla spinalis). Tillsammans med det perifera nervsystemet (PNS) utgör det nervsystemet hos ryggradsdjuren, inklusive däggdjuren.
Sensoriska signaler från perifera känselkroppar och receptorer leds via det perifera nervsystemet in till det centrala nervsystemet. Dessa sensoriska signaler kallas även för afferenta signaler. Det centrala nervsystemet bearbetar sedan informationen, vilket kan resultera i att utåtgående signaler skickas som respons på de inåtgående. Dessa utåtgående, motoriska signaler kallas efferenta signaler, och de påverkar aktiviteten i muskler och körtlar.
Det centrala nervsystemet består av grå och vit substans. Den grå substansen består av nervcellskroppar, medan den vita substansen består av myeliniserade, och därav vita, nervtrådar. I hjärnan ligger den grå substansen ytligare, medan den vita substansen ligger ytligare i ryggmärgen.

## Indelning
Det finns många sätt att kategorisera strukturerna i det vuxna centrala nervsystemet. Ett sätt är att kategorisera strukturerna utefter vilken av de sekundära embryonala hjärnblåsorna de utvecklats från:
- ändhjärnan (telencephalon)
  - bildar storhjärnan (cerebrum)
- mellanhjärnan (diencephalon)
  - bildar thalamus, hypothalamus och associerade strukturer
- mitthjärnan (mesencephalon)
  - bildar den övre delen av hjärnstammen, som även den kallas mitthjärnan (mesencefalon)
- bakhjärnan (metencephalon)
  - bildar lillhjärnan (cerebellum) samt den mellersta delen av hjärnstammen – hjärnbryggan (pons)
- efterhjärnan (myelencephalon)
  - bildar den nedre delen av hjärnstammen – den förlängda märgen (medulla oblongata)

Notera hur ryggmärgen, trots att den utgör en del av det centrala nervsystemet, inte utvecklas från en sekundär hjärnblåsa och därför inte kategoriseras enligt detta system.

## Celler
Cellerna som återfinns i det centrala nervsystemet kan vara av många olika typer. En tydlig distinktion man kan göra är den mellan nervceller, som förmedlar och bearbetar information, och gliaceller, som på olika sätt ser till att nervcellerna överlever och "mår bra" samt kan utföra sina uppgifter. Nedan följer en kort lista över olika typer av celler som återfinns i det centrala nervsystemet:
- Icke-gliaceller
  - Nervceller – förmedlar och bearbetar information bland annat genom att bilda aktionspotentialer och frisätta neurotransmittorer.
  - Endotelceller – täcker insidan av hjärnans kärl. Särskiljande för de som återfinns i hjärnans artärer är att de sammankopplas av så kallade tight junctions, vilket bidrar till att upprätthålla hjärnans blod-hjärnbarriär.
  - Pericyter – en typ av bindvävscell med kontraktila egenskaper som sitter utanpå endotelcellerna och bidrar även de till att upprätthålla blod-hjärnbarriären.
- Gliaceller

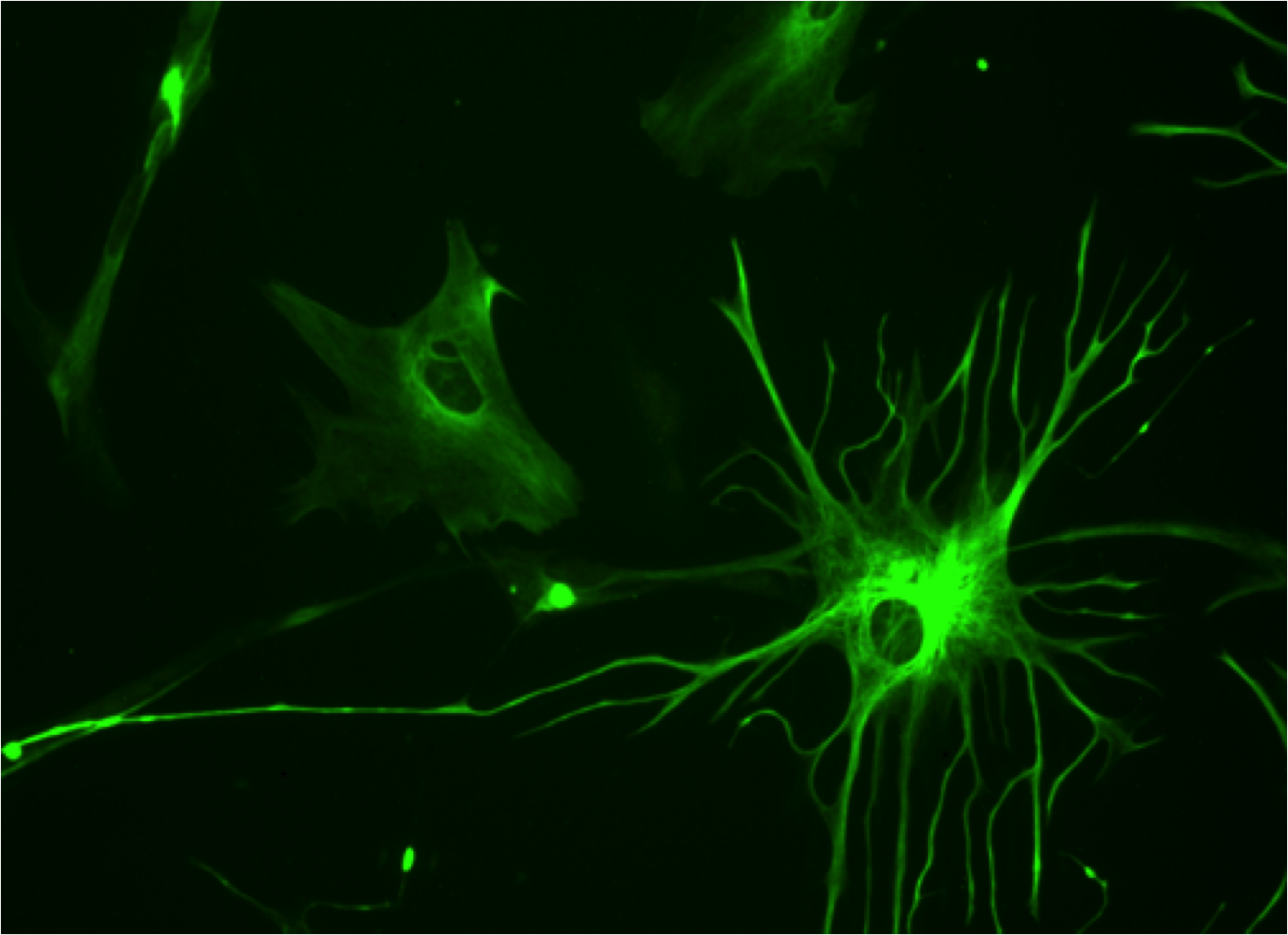
Mänsklig astrocyt infärgad med hjälp av immunohistokemi.

  - Mänsklig astrocyt infärgad med hjälp av immunohistokemi.Astrocyter – har en rad mycket viktiga funktioner. En viktig funktion är att de kontaktar hjärnans kapillärer samt hjärnans nervceller och förmedlar utbytet av molekyler däremellan. De utgör på så sätt en del av blod-hjärnbarriären. En annan viktig funktion är att de håller den extracellulära jonbalansen relativt konstant, vilket är viktigt för nervcellernas funktion.
  - Mikroglia – liknar på många sätt stationära makrofager, och har alltså immunologisk funktion. Vita blodkroppar har svårt att ta sig ut i det centrala nervsystemet då de inte kan passera blod-hjärnbarriären.
  - Ependymalceller – producerar likvor. De återfinns framförallt i plexus choroideus, men täcker även ventrikelsystemets insida. De åstadkommer även cirkulation av likvor med hjälp av sina små utskott, så kallade cilier.
  - Oligodendrocyter – myeliniserar nervcellernas axon. Detta leder till att de elektriskt isoleras och på så sätt förmedlar sina aktionspotential snabbare. Dessa cellerna är till funktion lika det perifera nervsystemets schwannceller, med den väsentliga skillnaden att en och samma oligodendrocyt myeliniserar flera axon.